# 니트라주

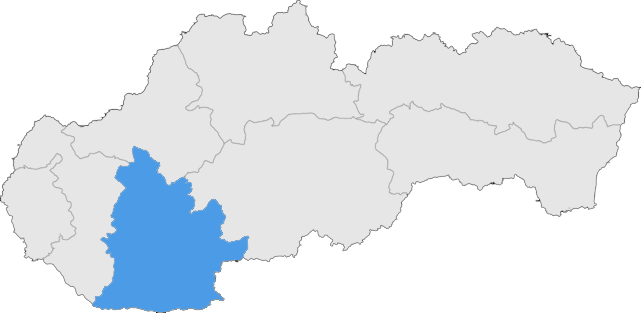
니트라주의 위치

니트라주(슬로바키아어: Nitriansky kraj)는 슬로바키아 남서부에 위치한 주로 주도는 니트라이며 면적은 6,343km2, 인구는 706,375명(2008년 기준), 인구 밀도는 111명/km2이다.
남동쪽과 남쪽, 남서쪽으로는 헝가리와 국경을 접하며 북쪽으로는 트렌친주, 동쪽으로는 반스카비스트리차주, 서쪽으로는 트르나바주와 접한다. 7개 구(노베잠키구, 니트라구, 레비체구, 샬랴구, 즐라테모라우체구, 코마르노구, 토폴차니구)를 관할한다.

주기
주 문장